# S4M消音拳銃
S4M (ロシア語：С4М）は、ソ連の特殊部隊用ピストルである。

## 解説
シンプルな中折式の上下二連式デリンジャーだが、ソ連のAK-47に使用されている7.62×39mm弾をカットして設計した専用弾が特徴的である。薬莢には、弾丸と火薬の間に、発射時に薬莢内を前進するピストン状のplungerが内蔵されている。このピストンは弾丸を銃身に押し込んだ後薬莢の先端を塞ぎ、薬莢内の爆発性ガスを完全に封じ込める。この構造は低速度の弾丸と相まって、ピストルの発射音を非常に静かにする効果がある。ただしその性質上、至近距離以外では極めて精度の低い銃であった。さらに、暗殺の疑惑を持たれないように、被害者を確認した鑑識官が、撃ち込まれたのはAK-47の弾丸と断定し、それも数百フィート離れた場所から発射された弾丸であると誤認するよう銃身のライフリングに特殊な設計が施されていた。
この政治的破壊力を持つ設計のためS4Mの存在自体が極秘扱いにされていた。このピストルに関する情報は、冷戦終結後かなり時間が経つまで、西側諸国の政府に知られることはなかった。
後継機として、威力は劣るがそれ以外はよく似たMSPという、NRSナイフにも使われている7.62×39mmの新型弾薬SP-3を使用するものがある。